# 665 TCN
665 TCN là một năm trong lịch La Mã.